# Piazza della Rivoluzione (Romania)
Piazza della Rivoluzione (in romeno Piața Revoluției) è una piazza situata nel centro della città di Bucarest lungo Calea Victoriei. Nota come Piața Palatului (Piazza del Palazzo) fino al 1989, la piazza fu rinominata in seguito alla Rivoluzione romena del dicembre dello stesso anno.

## Edifici e monumenti
Si affacciano sulla piazza il Palazzo Reale (oggi sede del Museo nazionale d'arte della Romania), l'Ateneo rumeno, l'Athénée Palace Hotel e la Biblioteca centrale universitaria.
La piazza ospita anche l'edificio dell'ex Comitato Centrale del Partito Comunista Romeno dal quale Nicolae Ceaușescu e sua moglie fuggirono in elicottero il 22 dicembre 1989. Nel 1990 l'edificio divenne la sede del Senato e, dal 2006, ospita il Ministero dell'Interno e della Riforma Amministrativa.
Il monumenti della piazza includono il Memoriale della Rinascita e la statua equestre di Carlo I di Romania (riproduzione del 2010 della statua originale del 1930, andata distrutta nel 1948).

## Galleria d'immagini

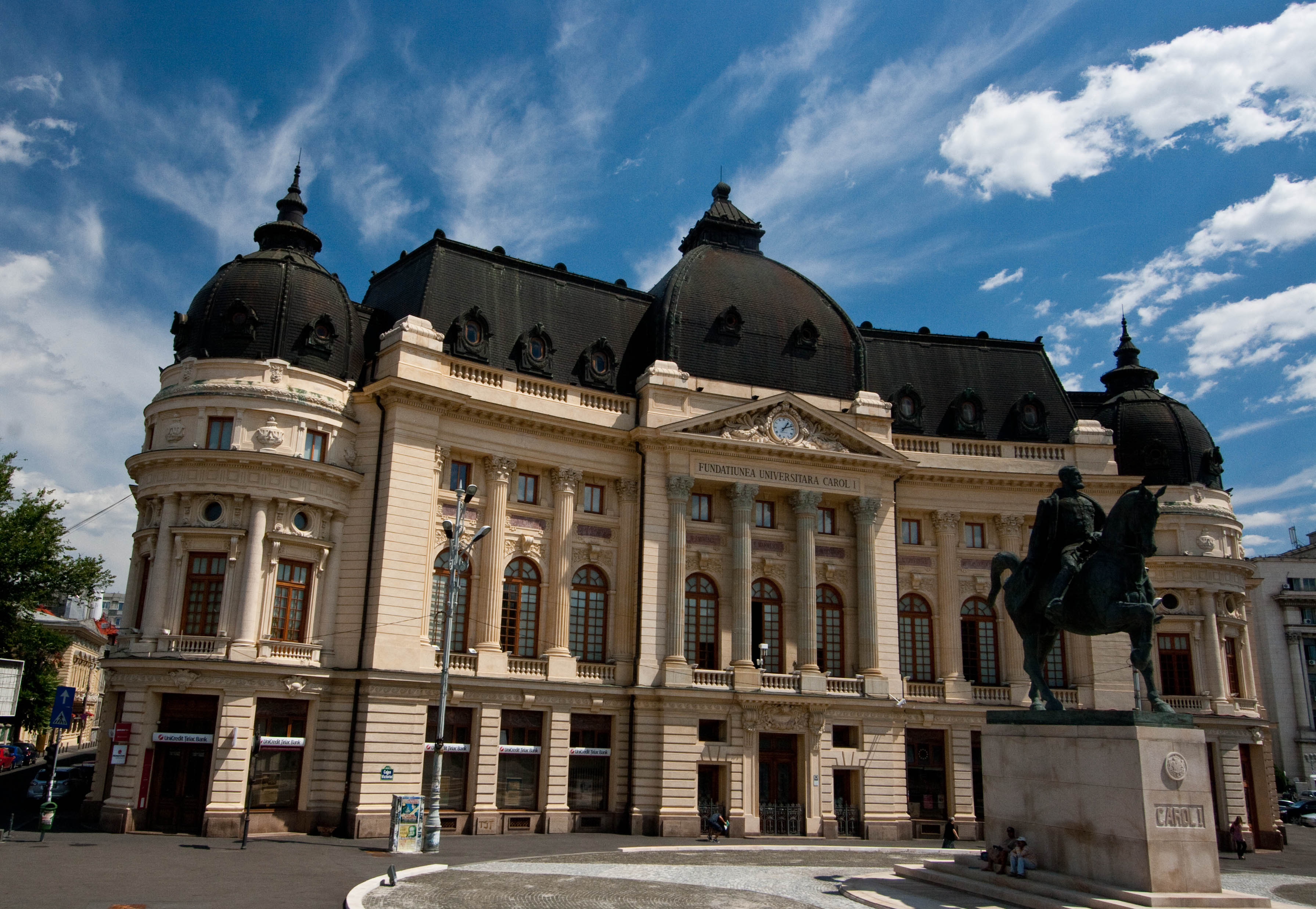
La Biblioteca universitaria centrale
Museo nazionale d'arte
Statua di Carlo I di Romania
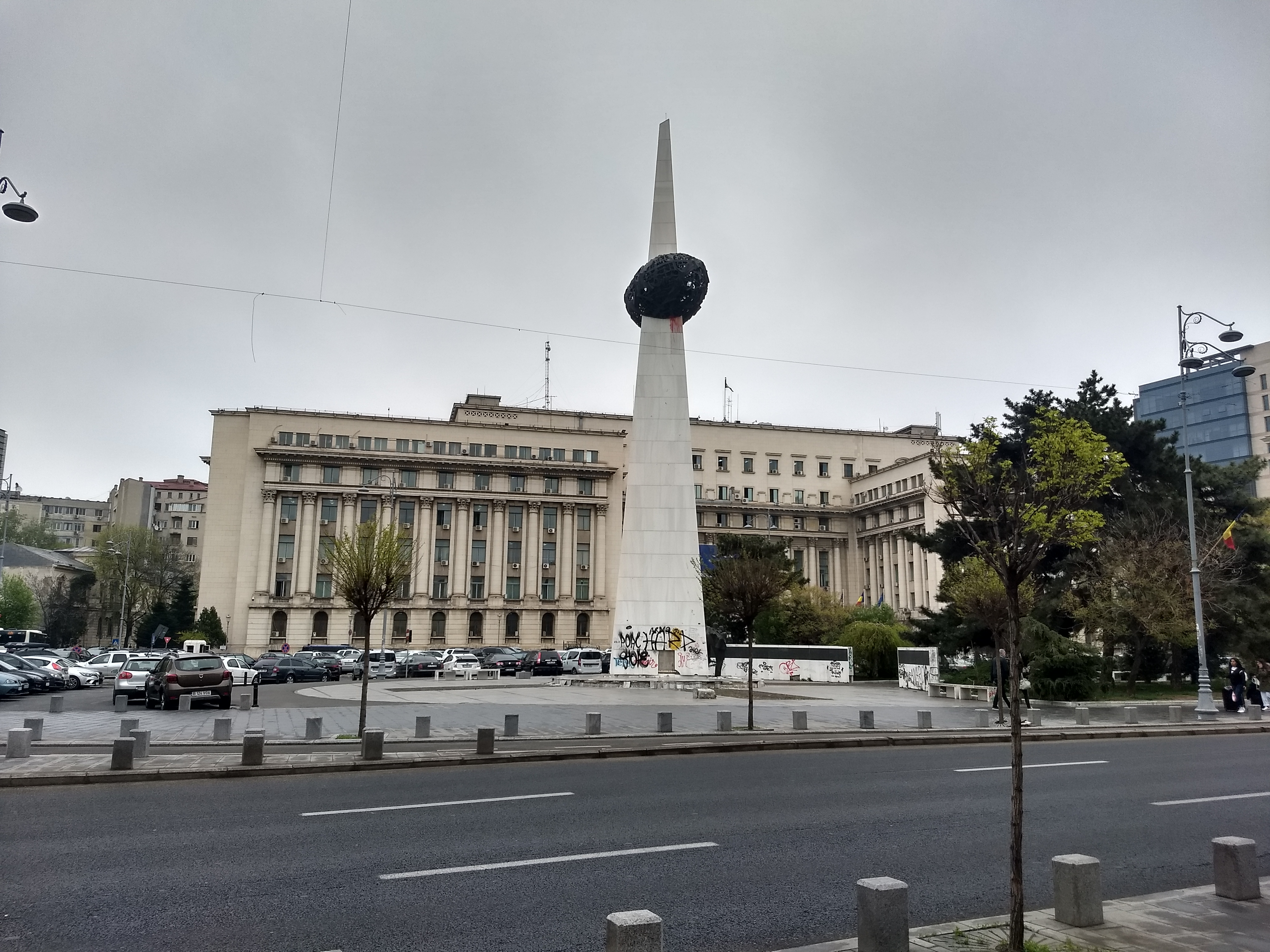
Il Memoriale della Rinascita e il palazzo del ministero degli interni
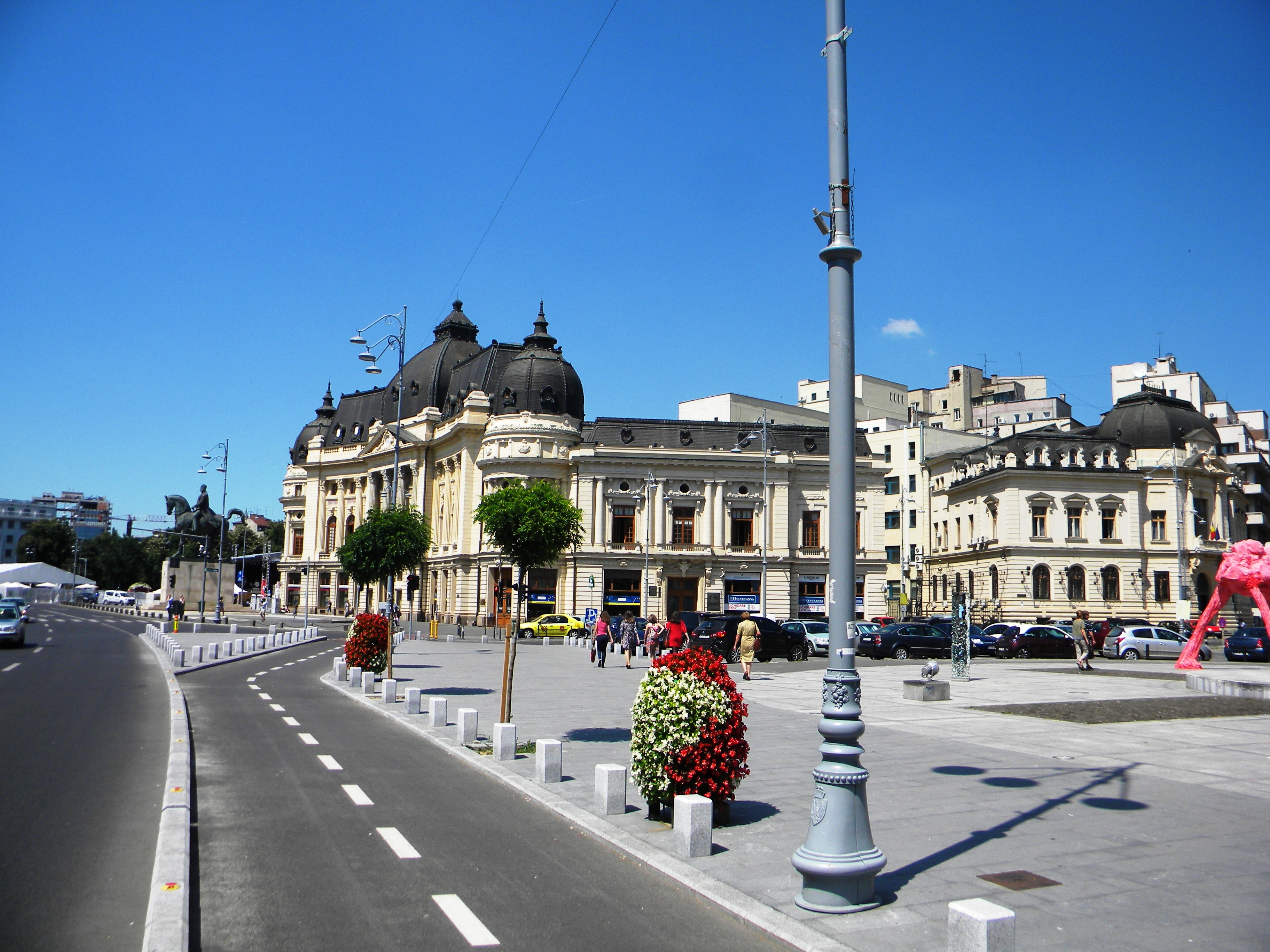
Vista generale